# Konventionen om minimiålder inom jordbruket
Konventionen om minimiålder inom jordbruket (ILO:s konvention nr 10 angående minimiålder inom jordbruket, Convention concerning the Age for Admission of Children to Employment in Agriculture) är en konvention som antogs av Internationella arbetsorganisationen (ILO) den 16 november 1921 i Genève. Konventionen förbjuder, med vissa undantag, personer under 14 år att arbeta inom jordbruket. Konventionen består av 11 artiklar.

## Ratificering
Konventionen har ratificerats av 55 länder, varav 51 länder har sagt upp den i efterhand.